# Selenicereus triangularis
La flor del cáliz (Selenicereus triangularis) es una especie fanerógama perteneciente a la familia de las Cactaceae. 

## Distribución
Es endémica de Puerto Rico e Islas Vírgenes. Es una especie inusual en las colecciones.

## Descripción
Selenicereus triangularis crece como una liana trepadora y alcanza una longitud de hasta 10 metros. Los tallos son delgados verdes, con tres costillas onduladas en la parte de atrás y no queratinizadas. Las areolas con 1 a 14 espinas rígid de 4-7 mm de largo, de color marrón con el tiempo. A veces, las areolas siguen ocupadas con algunas cerdas. Las flores son blancas y tienen 14 a 25 cm de largo.  Los frutos son alargados, rojo-rosado, cubiertos de escamas carnosas con diámetros de 3 a 5 centímetros y de  10 centímetros de largo. Sólo se dan los frutos si la planta sigue un crecimiento horizontal, no rastrero.

## Taxonomía
La especie fue descrita inicialmente como Cactus triangularis por Carlos Linneo y publicada en Species Plantarum 1: 468, en 1753, hasta la fecha, es tanto un sinónimo como el basónimo de esta. Más adelante, sería transferida al género Hylocereus por Nathaniel Lord Britton y Joseph Nelson Rose en Contributions from the United States National Herbarium 12(10): 429, en 1909, nombre científico que también es un sinónimo actualmente. Temporalmente se cambiaría la especie como Hylocereus trigonus, descrita por William Edwin Safford y publicado en Annual Report of the United States National Museum 119: 553–554, 556, t. 12, en 1909, siendo esta última, descrita inicialmente como Cereus trigonus por Adrian Hardy Haworth en Synopsis plantarum succulentarum 3: 181, en 1812, considerado tanto como un sinónimo como el basónimo de esta; y ulteriormente sería transferida al género Selenicereus por David Richard Hunt en Cactaceae Systematics Initiatives: Bulletin of the International Cactaceae Systematics Group 36: 35, en 2017.

#### Etimología
Ver: Selenicereus
triangularis: epíteto latino que significa "triangular".